# 灣峰公園 (佛羅里達州)
灣峰公園（英語：Bay Crest Park）是位於美國佛羅里達州希爾斯波羅縣的一個非建制地區。該地的面積和人口皆未知。

## 地理
灣峰公園的座標為27°59′54″N 82°35′08″W / 27.99833°N 82.58556°W，而該地的平均海拔高度為2米（即7英尺）。